# Dimeria
Dimeria és un gènere de plantes de la família de les poàcies, ordre de les poals, subclasse de les commelínides, classe de les liliòpsides, divisió dels magnoliofitins.

## Taxonomia
- D. ciliata Merr.

(vegeu-ne una relació més exhaustiva a Wikispecies)

## Sinònims
Didactylon Zoll. i Moritzi, 
Haplachne C. Presl, 
Psilostachys Steud., 
Pterygostachyum Steud., 
Woodrowia Stapf.